# George Reid (Politiker, 1939)

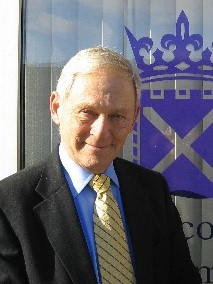
George Reid (2008)

Sir George Reid, KT PC FRSE (* 4. Juli 1939 in Tullibody; † 12. August 2025) war ein schottischer Politiker und Mitglied der Scottish National Party (SNP).

## Leben
Reid besuchte die Abercromby School und die Dollar Academy. Anschließend studierte er Geschichte an der Universität St Andrews und erlangte einen Masterabschluss. Er bildete sich in den Vereinigten Staaten, Schweden und der Schweiz in den Themenbereichen internationale Beziehungen und Humanitäres Völkerrecht fort.
Im Anschluss war Reid als Journalist und Korrespondent für nationale und internationale Zeitschriften tätig. Des Weiteren arbeitete er als Reporter und Produzent für Scottish Television, Granada Television und BBC. Hierbei war er für die Produktion von mehr als 200 Dokumentarfilmen verantwortlich, darunter der mit dem Emmy ausgezeichnete Beitrag Contract 736. Ferner verfasste Reid zahlreiche Beiträge für humanitäre und akademische Zeitschriften.
Reid war verheiratet und Vater zweier Töchter.

## Britisches Unterhaus
Reid trat 1974 als Kandidat der SNP für den Wahlkreis Clackmannan and Eastern Stirlingshire bei den Unterhauswahlen im Februar 1974 an. Dieser Wahlkreis war eine traditionelle Hochburg der Labour Party, die sie bei den vorigen Wahlen mit einem Abstand von über 10.000 zum zweitplatzierten gewann. Reid gelang es trotzdem nach einem ambitionierten Wahlkampf, den Kandidaten der Labour Party mit einem Vorsprung von rund 3500 Stimmen auf den zweiten Platz zu verweisen. Dies bedeutete bei dieser Wahl den größten Umschwung in einem Wahlkreis im gesamten Vereinigten Königreich. Bei den folgenden Unterhauswahlen im Oktober 1974 konnte Reid seinen Vorsprung auf 7341 Stimmen erhöhen, was den größten Vorsprung aller elf Parlamentsabgeordneten der SNP bedeutete. Bei den Unterhauswahlen 1979 unterlag Reid knapp dem Kandidaten der Labour Party. Nachdem Reid seine politischen Aktivitäten für einige Jahre zurückgenommen hatte, trat er bei den Unterhauswahlen 1997 für den Wahlkreis Ochil an, konnte jedoch keine Stimmenmehrheit erlangen.

## Schottisches Parlament
Bei den ersten Wahlen zum schottischen Parlament im Jahre 1999 kandidierte Reid für die SNP im Wahlkreis Ochil. Er unterlag dem Kandidaten der Labour Party, Richard Simpson, zog jedoch auf Grund des Wahlergebnisses als Kandidat auf der Regionalwahlliste für die Region Mid Scotland and Fife in das neugeschaffene Schottische Parlament ein. Er kandidierte für den Posten des Parlamentssprechers, unterlag in der Abstimmung aber dem Liberal-Demokraten David Steel und wurde schließlich dessen Stellvertreter. Zu den Parlamentswahlen 2003 trat Reid abermals für Ochil an und gewann das Direktmandat mit einem Vorsprung von rund 300 Stimmen. Reid kandidierte ein weiteres Mal als Parlamentssprecher und gewann in diesem Jahr die Wahl. Da von dem Parlamentssprecher parteiliche Neutralität erwartet wird, ließ Reid bis zum Ende seiner Amtszeit 2007 seine Mitgliedschaft in der SNP ruhen. Zu den nachfolgenden Parlamentswahlen trat Reid nicht mehr an.

## Weitere Aktivitäten
Reid wandte sich nach seinem Ausscheiden aus dem Unterhaus wieder verstärkt dem Journalismus zu. Hierbei produzierte er unter anderem eine bedeutende Reportage über die Hungersnot in Äthiopien, die angeblich zur Entwicklung der Hilfsprojekte Band Aid und Live Aid beitrug. In den folgenden zwölf Jahren leitete Reid die Abteilung Public Affairs der Internationale Rotkreuz- und Rothalbmond-Bewegung in Genf. Im Rahmen dieser Tätigkeit fungierte er als Abgesandter in zahlreichen humanitären Notstandsgebieten auf der Welt. Für seinen Einsatz als Leiter der Delegation beim Erdbeben von Spitak 1988 wurde Reid von der Sowjetunion mit der Pirogow Medaille in Gold geehrt.
Nach seinem Ausscheiden aus dem Parlament wurde Reid in den Rang eines Freeman of the County of Clackmannanshire erhoben. 2008 wurde Reid zum Lord High Commissioner to the General Assembly of the Church of Scotland berufen. Seit 2011 war Reid zum Lord Lieutenant von Clackmannanshire bestellt.

## Ehrungen
Die Universität Glasgow ernannte Reid zum Honorarprofessor. Die Universitäten von St Andrews, Edinburgh, Stirling sowie die Queen Margaret University in Musselburgh verliehen George Reid die Ehrendoktorwürde. Im Juni 2012 wurde Reid als Knight Bachelor geadelt und im Juni 2022 als Knight Companion in den Distelorden, den höchsten schottischen Ritterorden, aufgenommen. Seit 2015 war er auch Fellow der Royal Society of Edinburgh.